# Веслування на байдарках і каное на літніх Олімпійських іграх 2020 — байдарки-двійки, 1000 метрів (чоловіки)
Змагання з веслування на байдарках-двійках на дистанції 1000 м серед чоловіків на літніх Олімпійських іграх 2020 відбулися 4 - 5 серпня 2021 року на Веслувальному каналі Сі Форест. 

## Передісторія
Це була 20-та поява цієї дисципліни на Олімпійських іграх. Її проводили щоразу починаючи з 1936 року, коли до програми Олімпійських ігор ввели веслування на байдарках і каное.
У змаганнях взяли участь чинні чемпіони світу німці Макс Гофф і Якоб Шопф. 

## Формат змагань
Змагання з веслування на байдарках і каное в спринті складаються з чотирьох раундів: попередніх заїздів, чвертьфіналів, півфіналів і фіналів. Особливості проходження етапів залежать від кількості човнів, що розпочинають змагання.

## Розклад
Змагання в цій дисципліні відбулися впродовж двох днів поспіль, два раунди на день. Всі сесії розпочинаються о 9:30 за місцевим часом. Під час однієї сесії можуть відбуватися змагання в кількох різних дисциплінах.
| З | Попередні заїзди | ¼ | Чвертьфінали | ½ | Півфінали | Ф | Фінал |

| Дисципліна↓/Дата →    | Пон 2 | Пон 2 | Вів 3 | Вів 3 | Сер 4 | Сер 4 | Чет 5 | Чет 5 | П'ят 6 | П'ят 6 | Суб 7 | Суб 7 |
| --------------------- | ----- | ----- | ----- | ----- | ----- | ----- | ----- | ----- | ------ | ------ | ----- | ----- |
| Б-2 1000 м (чоловіки) |       |       |       |       | З     | ¼     | ½     | Ф     |        |        |       |       |

## Результати

### Заїзди
Перший і другий човни виходять до півфіналу, решта - потрапляють до чвертьфіналу. 

#### Заїзд 1
| Місце | Доріжка | Байдарочники                      | Країна              | Час      | Примітки |
| ----- | ------- | --------------------------------- | ------------------- | -------- | -------- |
| 1     | 7       | Жан ван дер Вестгейзен Томас Ґрін | Австралія (AUS)     | 3:08.773 | OB, SF   |
| 2     | 5       | Макс Гофф Jacob Schopf            | Німеччина (GER)     | 3:09.830 | SF       |
| 3     | 4       | Самуель Балаж Адам Ботек          | Словаччина (SVK)    | 3:13.982 | QF       |
| 4     | 2       | Макс Браун Кертіс Імрі            | Нова Зеландія (NZL) | 3:17.210 | QF       |
| 5     | 3       | Микита Бориков Олег Юреня         | Білорусь (BLR)      | 3:18.952 | QF       |
| 6     | 6       | Браян Малфесі Венсан Журдене      | Канада (CAN)        | 3:22.068 | QF       |

#### Заїзд 2
| Місце | Доріжка | Байдарочники                  | Країна          | Час      | Примітки |
| ----- | ------- | ----------------------------- | --------------- | -------- | -------- |
| 1     | 2       | Бенце Надаш Балінт Копас      | Угорщина (HUN)  | 3:11.877 | SF       |
| 2     | 5       | Йозеф Достал Радек Шлоуф      | Чехія (CZE)     | 3:13.425 | SF       |
| 3     | 6       | Райлі Фітцсіммонс Джордан Вуд | Австралія (AUS) | 3:18.453 | QF       |
| 4     | 3       | Самуеле Бурго Лука Беккаро    | Італія (ITA)    | 3:28.047 | QF       |
| 5     | 4       | Етьєнн Юбер Гійом Бургер      | Франція (FRA)   | 3:29.296 | QF       |

#### Заїзд 3
| Місце | Доріжка | Байдарочники                              | Країна                           | Час      | Примітки |
| ----- | ------- | ----------------------------------------- | -------------------------------- | -------- | -------- |
| 1     | 4       | Франсіско Кубелос Іньїго Пенья            | Іспанія (ESP)                    | 3:10.138 | SF       |
| 2     | 6       | Ван Кункан Бу Тінкай                      | Китай (CHN)                      | 3:10.292 | SF       |
| 3     | 5       | Максим Спесивцев Аношкін Роман Сергійович | Олімпійський комітет Росії (ROC) | 3:20.610 | QF       |
| 4     | 3       | Корнел Беке Адам Варга                    | Угорщина (HUN)                   | 3:26.732 | QF       |
| 5     | 2       | Тува'а Кліфтон Рудольф Вільямс            | Самоа (SAM)                      | 3:55.617 | QF       |

### Чвертьфінали
Перші три човни виходять до півфіналу, решта - потрапляють до фіналу B.

#### Чвертьфінал 1
| Місце | Доріжка | Байдарочники                              | Країна                           | Час      | Примітки |
| ----- | ------- | ----------------------------------------- | -------------------------------- | -------- | -------- |
| 1     | 2       | Микита Бориков Олег Юреня                 | Білорусь (BLR)                   | 3:10.126 | SF       |
| 2     | 4       | Макс Браун Кертіс Імрі                    | Нова Зеландія (NZL)              | 3:10.220 | SF       |
| 3     | 3       | Самуеле Бурго Лука Беккаро                | Італія (ITA)                     | 3:12.667 | SF       |
| 4     | 5       | Максим Спесивцев Аношкін Роман Сергійович | Олімпійський комітет Росії (ROC) | 3:14.045 | FB       |
| 5     | 6       | Етьєнн Юбер Гійом Бургер                  | Франція (FRA)                    | 3:18.284 | FB       |

#### Чвертьфінал 2
| Місце | Доріжка | Байдарочники                   | Країна           | Час      | Примітки |
| ----- | ------- | ------------------------------ | ---------------- | -------- | -------- |
| 1     | 4       | Райлі Фітцсіммонс Джордан Вуд  | Австралія (AUS)  | 3:10.619 | SF       |
| 2     | 5       | Самуель Балаж Адам Ботек       | Словаччина (SVK) | 3:11.458 | SF       |
| 3     | 3       | Корнел Беке Адам Варга         | Угорщина (HUN)   | 3:15.225 | SF       |
| 4     | 6       | Браян Малфесі Венсан Журдене   | Канада (CAN)     | 3:15.736 | FB       |
| 5     | 2       | Тува'а Кліфтон Рудольф Вільямс | Самоа (SAM)      | 3:46.523 | FB       |

### Півфінали
Перші чотири човни виходять до фіналу A, решта - потрапляють до фіналу B.  

#### Півфінал 1
| Місце | Lane | Canoer                            | Країна              | Час      | Примітки |
| ----- | ---- | --------------------------------- | ------------------- | -------- | -------- |
| 1     | 4    | Жан ван дер Вестгейзен Томас Ґрін | Австралія (AUS)     | 3:17.077 | FA       |
| 2     | 2    | Макс Браун Кертіс Імрі            | Нова Зеландія (NZL) | 3:17.684 | FA       |
| 3     | 3    | Ван Кункан Бу Тінкай              | Китай (CHN)         | 3:17.784 | FA       |
| 4     | 5    | Йозеф Достал Радек Шлоуф          | Чехія (CZE)         | 3:18.240 | FA       |
| 5     | 7    | Самуеле Бурго Лука Беккаро        | Італія (ITA)        | 3:20.591 | FB       |
| 6     | 6    | Райлі Фітцсіммонс Джордан Вуд     | Австралія (AUS)     | 3:21.860 | FB       |

#### Півфінал 2
| Місце | Lane | Canoer                         | Країна           | Час      | Примітки |
| ----- | ---- | ------------------------------ | ---------------- | -------- | -------- |
| 1     | 3    | Макс Гофф Якоб Шопф            | Німеччина (GER)  | 3:17.554 | FA       |
| 2     | 5    | Бенце Надаш Балінт Копас       | Угорщина (HUN)   | 3:18.316 | FA       |
| 3     | 6    | Микита Бориков Олег Юреня      | Білорусь (BLR)   | 3:18.875 | FA       |
| 4     | 4    | Франсіско Кубелос Іньїго Пенья | Іспанія (ESP)    | 3:19.133 | FA       |
| 5     | 7    | Корнел Беке Адам Варга         | Угорщина (HUN)   | 3:20.197 | FB       |
| 6     | 2    | Самуель Балаж Адам Ботек       | Словаччина (SVK) | 3:20.917 | FB       |

### Фінали

#### Фінал B
| Місце | Lane | Canoer                                    | Країна                           | Час      | Примітки |
| ----- | ---- | ----------------------------------------- | -------------------------------- | -------- | -------- |
| 9     | 2    | Максим Спесивцев Аношкін Роман Сергійович | Олімпійський комітет Росії (ROC) | 3:19.680 |          |
| 10    | 6    | Самуель Балаж Адам Ботек                  | Словаччина (SVK)                 | 3:21.087 |          |
| 11    | 5    | Самуеле Бурго Лука Беккаро                | Італія (ITA)                     | 3:22.408 |          |
| 12    | 4    | Корнел Беке Адам Варга                    | Угорщина (HUN)                   | 3:24.223 |          |
| 13    | 3    | Райлі Фітцсіммонс Джордан Вуд             | Австралія (AUS)                  | 3:24.757 |          |
| 14    | 7    | Браян Малфесі Венсан Журдене              | Канада (CAN)                     | 3:25.181 |          |
| 15    | 8    | Етьєнн Юбер Гійом Бургер                  | Франція (FRA)                    | 3:32.690 |          |
| 16    | 1    | Тува'а Кліфтон Рудольф Вільямс            | Самоа (SAM)                      | 3:56.171 |          |

#### Фінал A
| Місце | Lane | Canoer                            | Країна              | Час      | Примітки |
| ----- | ---- | --------------------------------- | ------------------- | -------- | -------- |
| 1     | 5    | Жан ван дер Вестгейзен Томас Ґрін | Австралія (AUS)     | 3:15.280 |          |
| 2     | 4    | Макс Гофф Якоб Шопф               | Німеччина (GER)     | 3:15.584 |          |
| 3     | 1    | Йозеф Достал Радек Шлоуф          | Чехія (CZE)         | 3:16.106 |          |
| 4     | 6    | Бенце Надаш Балінт Копас          | Угорщина (HUN)      | 3:16.535 |          |
| 5     | 3    | Макс Браун Кертіс Імрі            | Нова Зеландія (NZL) | 3:17.267 |          |
| 6     | 8    | Франсіско Кубелос Іньїго Пенья    | Іспанія (ESP)       | 3:17.327 |          |
| 7     | 2    | Микита Бориков Олег Юреня         | Білорусь (BLR)      | 3:17.769 |          |
| 8     | 7    | Ван Кункан Бу Тінкай              | Китай (CHN)         | 3:19.612 |          |